# 厚木宿

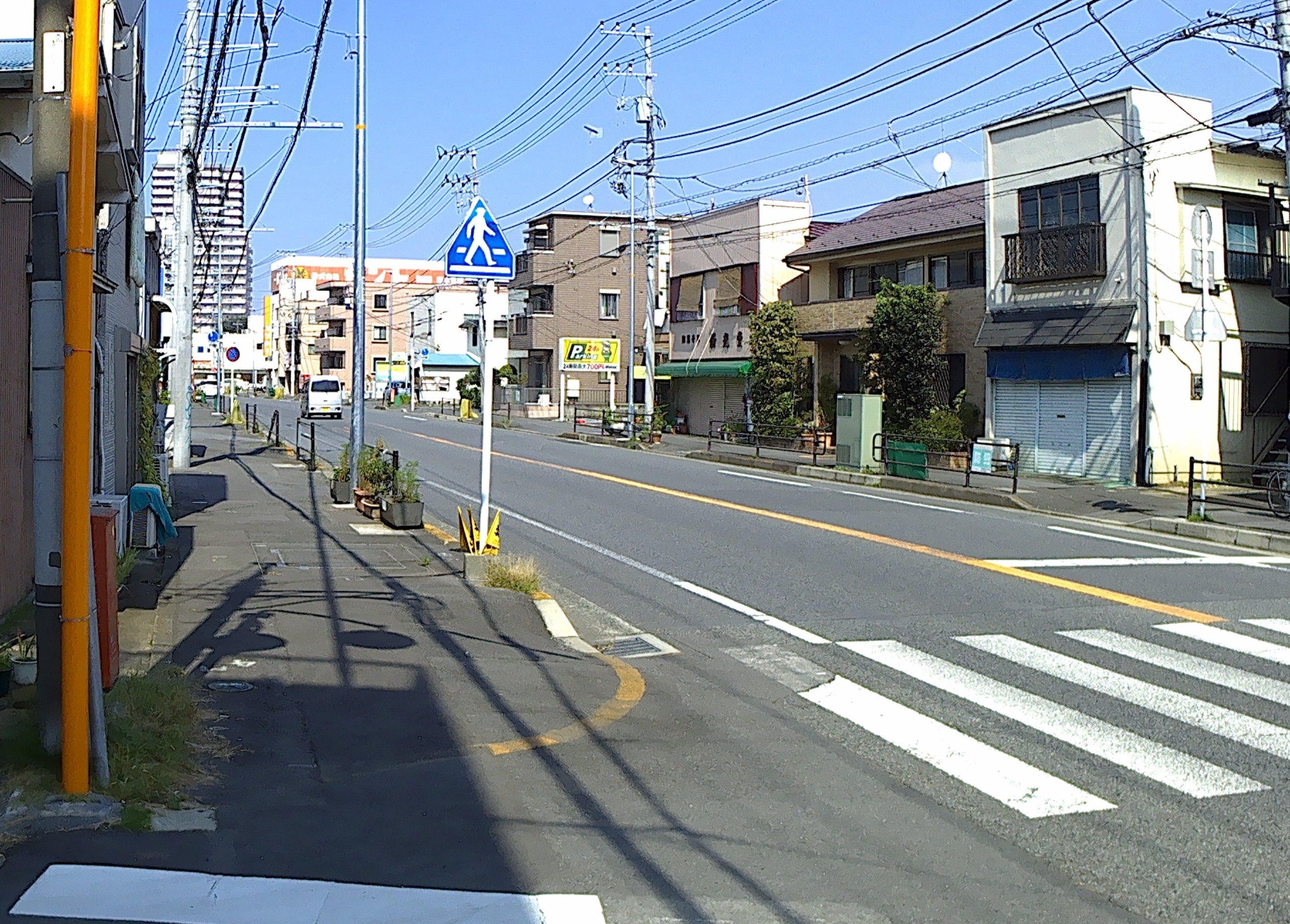
厚木宿（2016年10月撮影）

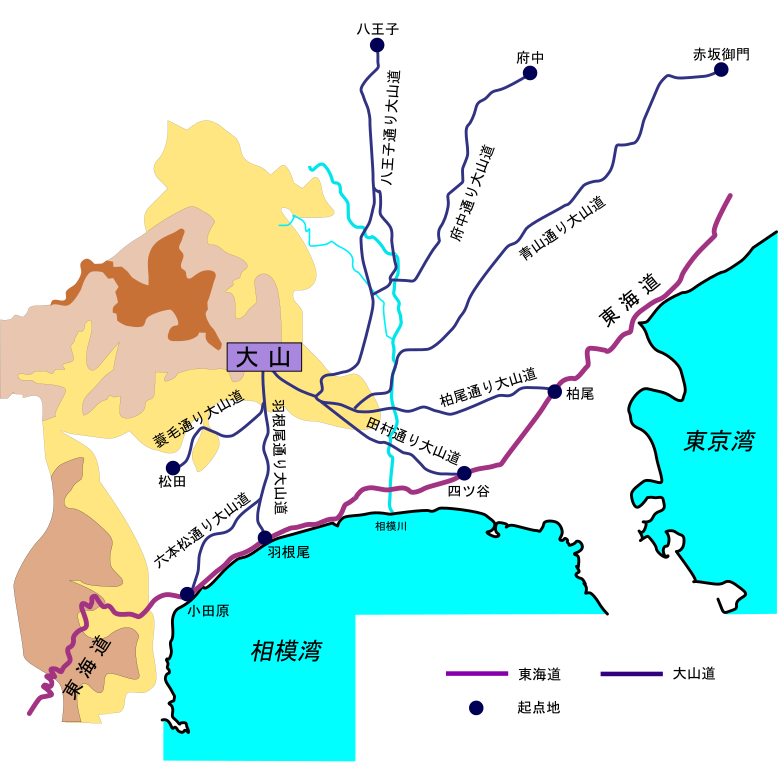
大山道(主要8道)。

厚木宿（あつぎしゅく）は、現在の神奈川県厚木市に位置し、大山道（矢倉沢往還、現在の国道246号）、八王子道（現在の国道129号）の交わる宿場町。相模川水運の要衝として多くの人や物が集まり発展を遂げた。江戸時代には、庶民の間で流行した大山参りの参詣者で大いに賑い、明治時代初期には約30軒の旅籠があったとされる。

## 歴史
史料の中で厚木という名前が最初に登場するのは　1338年（建武5年）の夢窓疎石書状である。室町時代、厚木は鎌倉にある2つの寺院の所領であったとの記録が残っているが、当時の厚木の範囲は明らかとなっていない。現在の厚木市街地にあった厚木宿の歴史は、戦国時代の後北条氏の関東地方支配の発展に伴って始まったと考えられる。
後北条氏の関東地方の支配拡大に伴って、本拠地である小田原を中心とした交通網である「小田原道」が造られていく。厚木宿はやはり現在の厚木市内にあった下荻野新宿、そして相模川対岸の現在の相模原市にあった当麻宿とともに、宿場として成立したと伝えられている。また、発掘調査の結果からも16世紀前半には厚木宿が成立したと考えられている。
交通の要衝である厚木は、街道の整備、宿場の成立とともに、市場が発達していく。まずは荻野新宿で市場が成立したが、続いて厚木宿でも市が成立する。厚木で市場が成立したのも戦国期の後北条氏の時代であると推定されている。当初、相模川の水害にしばしば悩まされた厚木よりも、荻野新宿の方が賑わっていたものの、交通の要衝である17世紀後半には厚木宿は発展し、荻野新宿の賑わいを大きく上回るようになった。
当初は市場町の性格が強かった厚木宿は、17世紀末には大山街道の宿場町として大きく発展する。諸街道が交わり、相模川の水運にも恵まれた厚木宿は多くの商人たちが集まり、近江商人も進出して商業都市として賑わいを見せた。江戸時代後期に厚木宿を訪れた渡辺崋山は厚木宿のことを「厚木の盛んなること都ことならず」と評した。　
明治となって東海道本線の開通によって、東海道線沿線に商人たちの多くの活動拠点が移っていき、また、これまで大山街道を利用してきた大山参詣の人々の多くも、東海道線で平塚へ向かい。そこから伊勢原、大山へ向かうようになった。このような中で、厚木は交通の要衝であることを生かした宿場町としての繁栄から、相模川の川遊びや花街での遊興客を東京、横浜から呼ぶ形で客を集める街へと変化していった。

## 名所・旧跡
厚木の渡し 渡船場
江戸時代、幕府は江戸の防衛上、相模川に橋をかけることを禁止したため、常備5艘、馬用1艘の6艘で渡していた。
宝谷山長福寺
寿町にある臨済宗の寺院。本尊は阿弥陀如来。
宇賀弁才天社
長福寺の山門前に建つ。
烏山藩陣屋跡
牛頭天王社（現在の厚木神社）の側に下野国烏山藩の代官所が置かれた。その後、1970年（昭和45年）までは厚木市役所が置かれた。
万年屋跡
渡辺崋山が1831年（天保2年）9月22日より24日に宿泊した旅籠 万年屋 古郡半兵衛の屋敷跡の碑がある。
金光山最勝寺
旭町にある曹洞宗の寺院。本尊は阿弥陀三尊。
熊野神社
1873年（明治4年）に厚木神社に合祀されたが、明治中期に現在地に再建された。厚木市指定天然記念物のイチョウの木は樹齢500年と推定されている。

## 交通アクセス
- 鉄道
  - 小田急電鉄小田原線 本厚木駅下車

## 隣の宿場
国分宿 - 厚木宿 - 愛甲宿
国分宿との間の相模川には、厚木の渡しがあった。

## ギャラリー

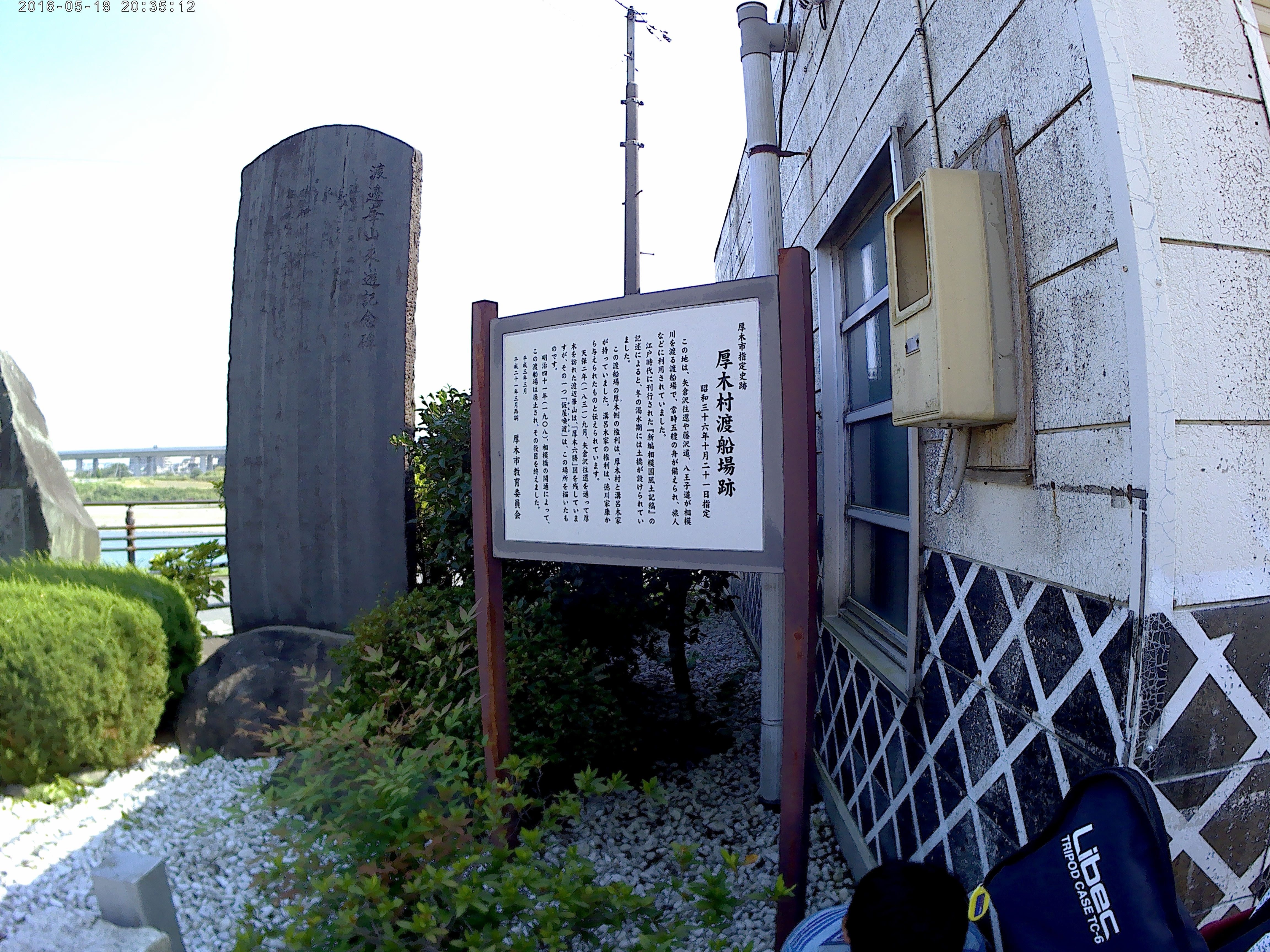
厚木の渡し 渡船場跡
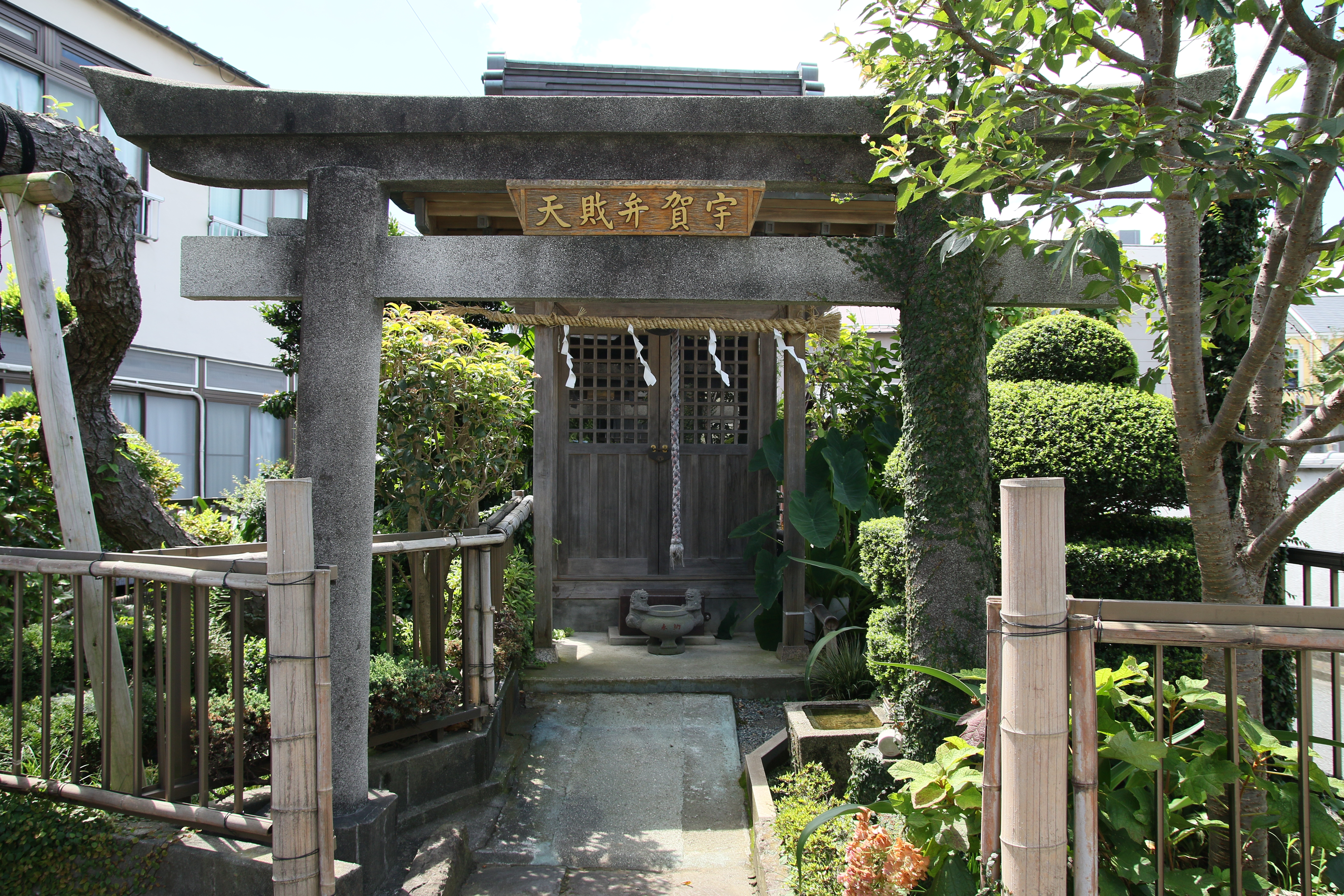
寿町の宇賀弁才天
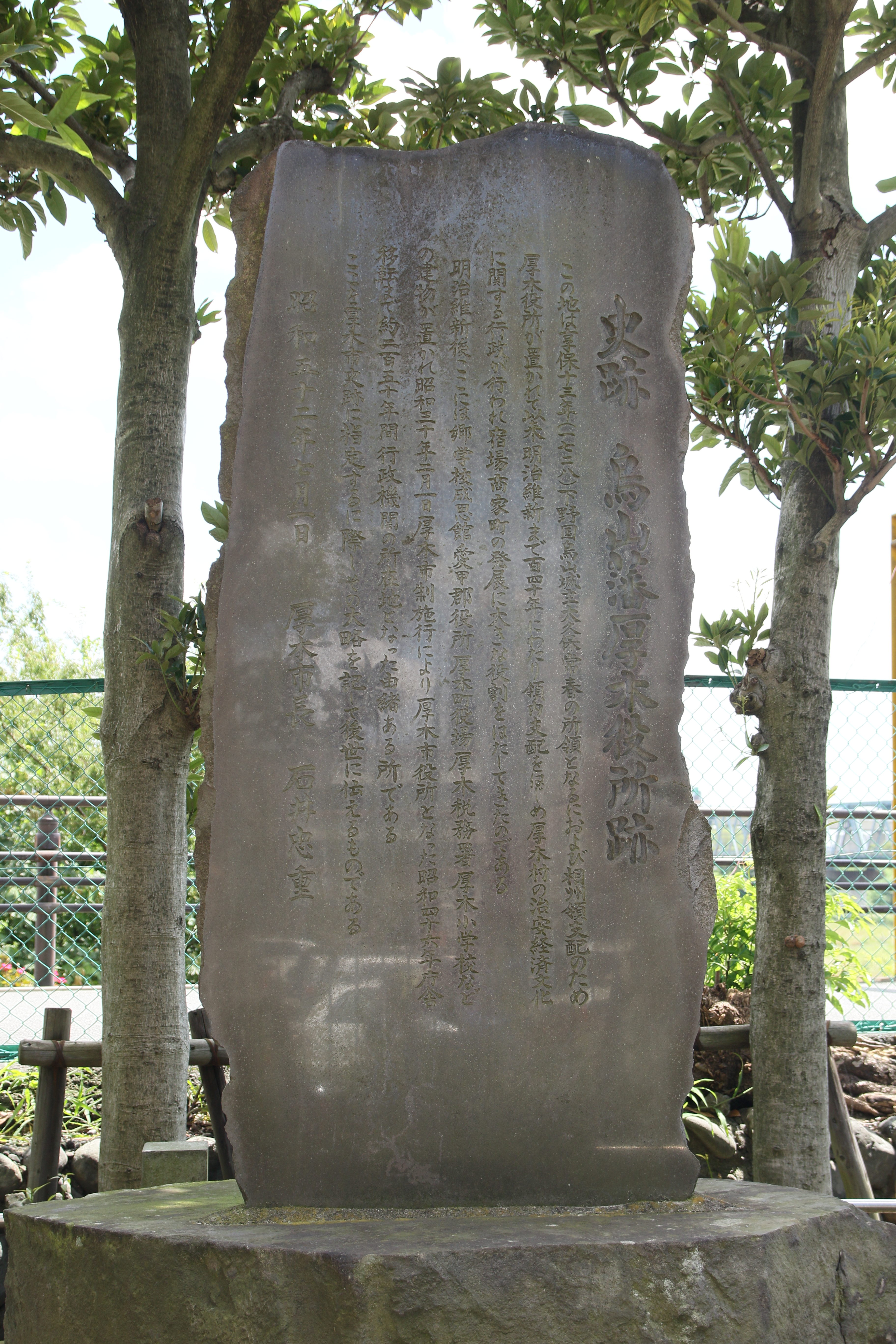
烏山藩厚木役所跡の碑
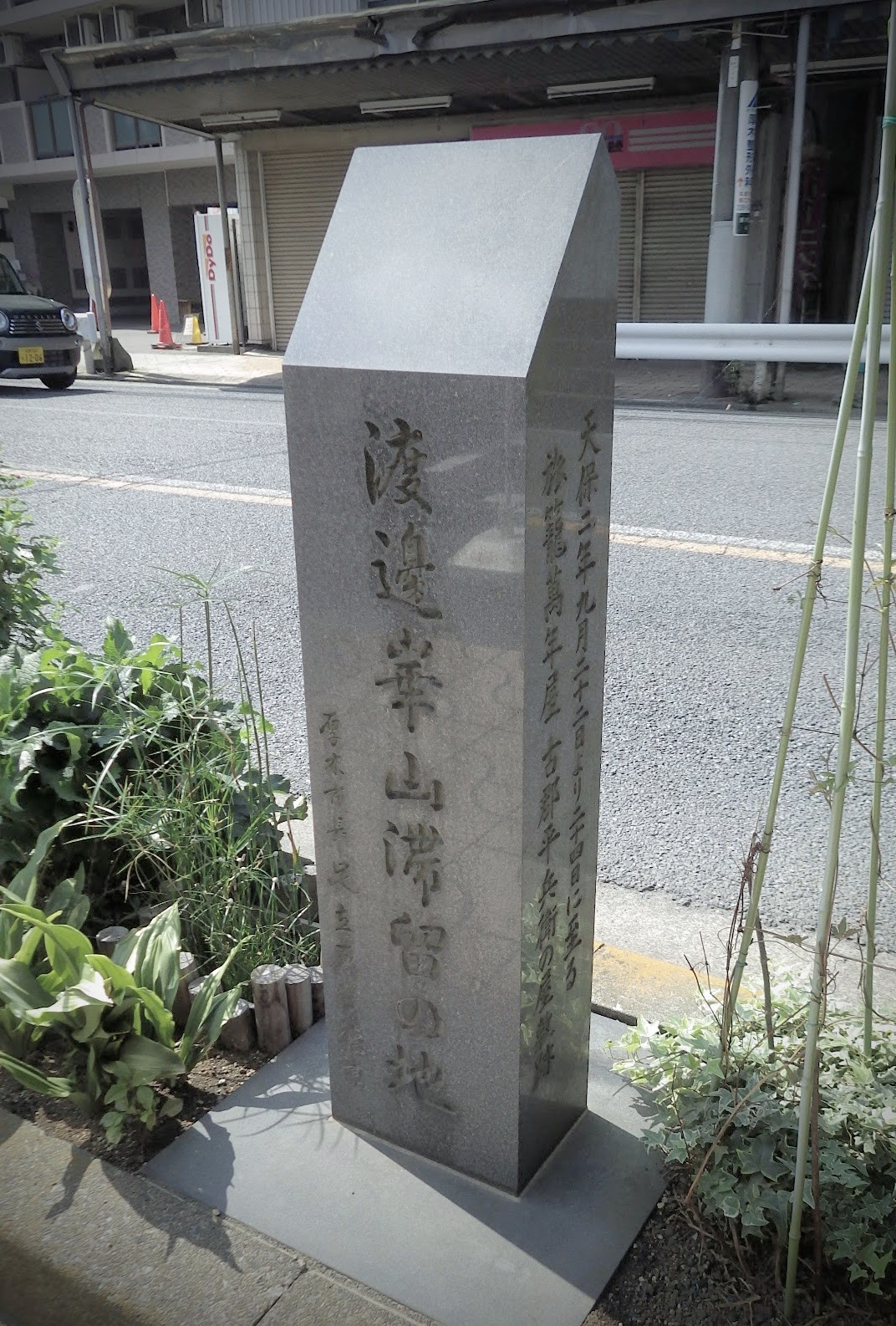
渡辺崋山滞留の地の碑
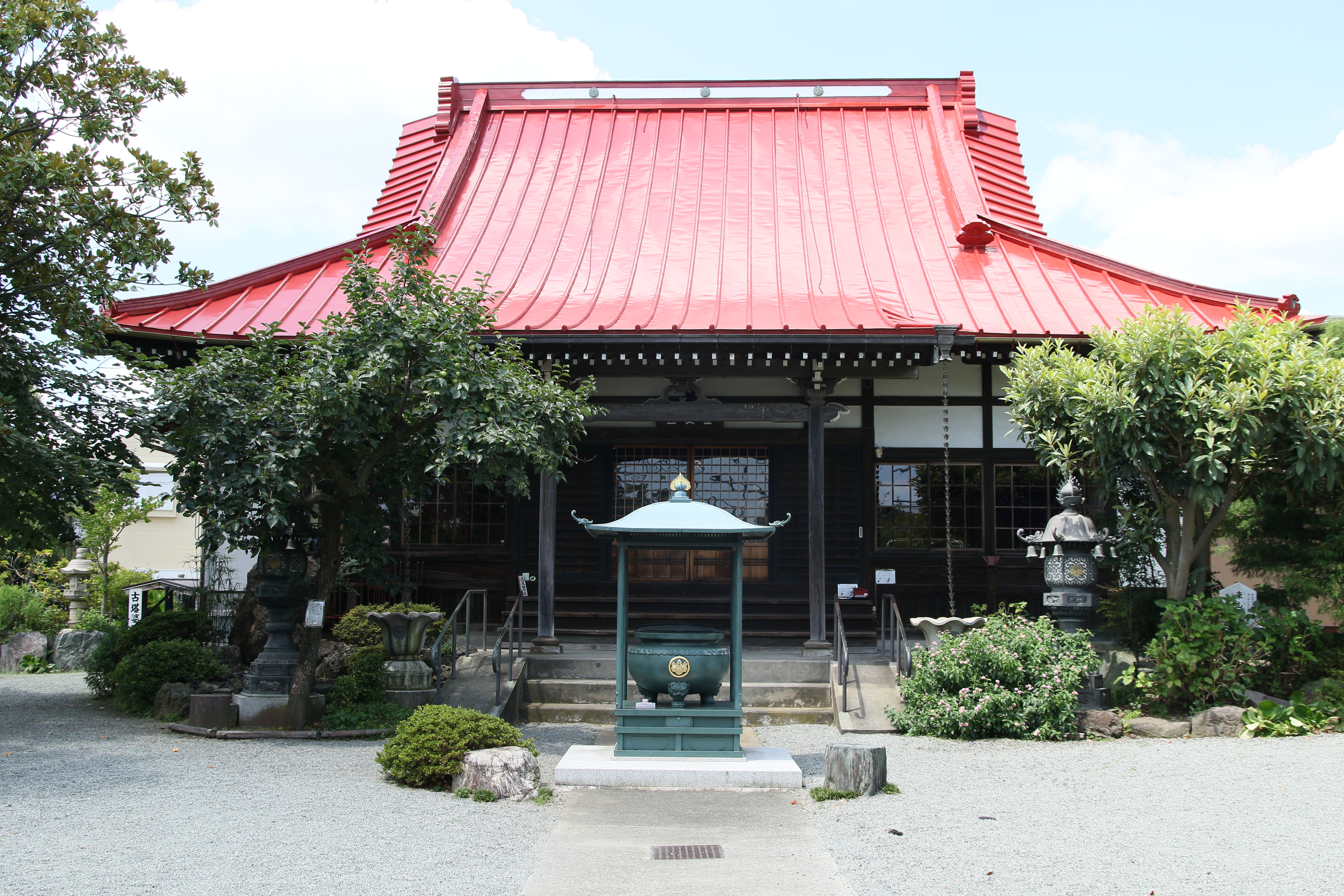
旭町の金光山最勝寺の本堂
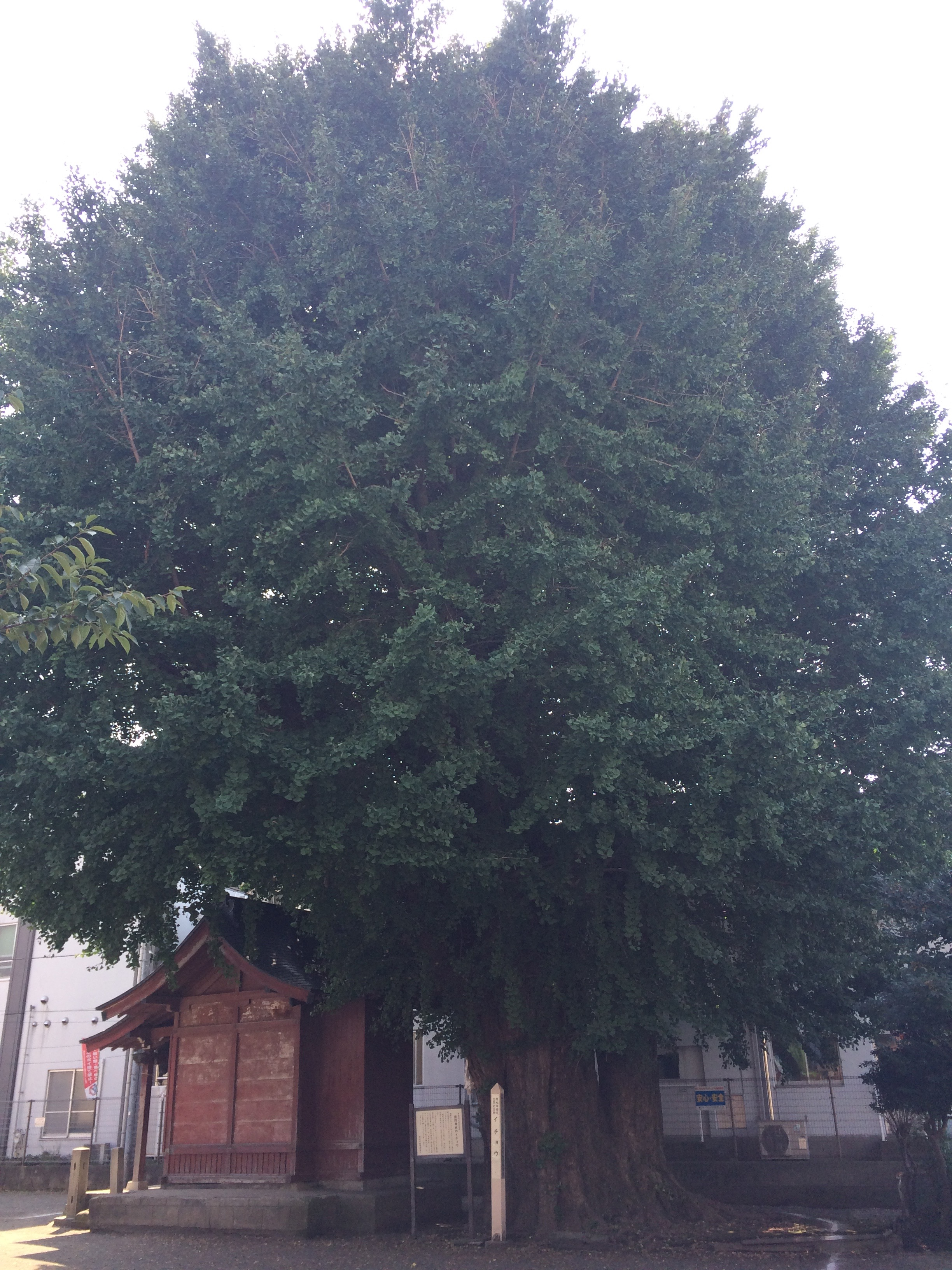
熊野神社 いちょうの木